# 小行星12619
小行星12619（12619 Anubelshunu）是一颗绕太阳运转的小行星，为主小行星带小行星。该小行星于1960年9月19日发现。

## 轨道参数
小行星12619的轨道半长轴为367 443 137 km，2.4561707 UA，离心率为0.074。